# Solar Striker
Solar Striker (ソーラーストライカー) est un shoot 'hem up édité par Nintendo et sorti en France au lancement de la Game Boy en 1990. Ce jeu consiste à sauver la Terre d'une invasion extraterrestre en tirant sur des vaisseaux.